# Liviu Tempea
Liviu Tempea (n. 2 ianuarie 1860, Lugoj – d. 26 iunie 1946, Cluj) a fost unul dintre primii muzicieni profesioniști bănățeni, pianist-concertist reputat în epocă, important animator al vieții muzicale bănățene și transilvănene la începutul secolului al XX-lea. A fost și profesor la catedra de pian a Conservatorului de Muzică și Artă Dramatică din Cluj.

## Legături externe
- http://musicologypapers.ro/articole/05%20liviu%20tempea.pdf%5Bnefuncțională+–+%5D